# Briceni
Briceni est une ville, chef-lieu du raion de Briceni en Moldavie.

## Histoire

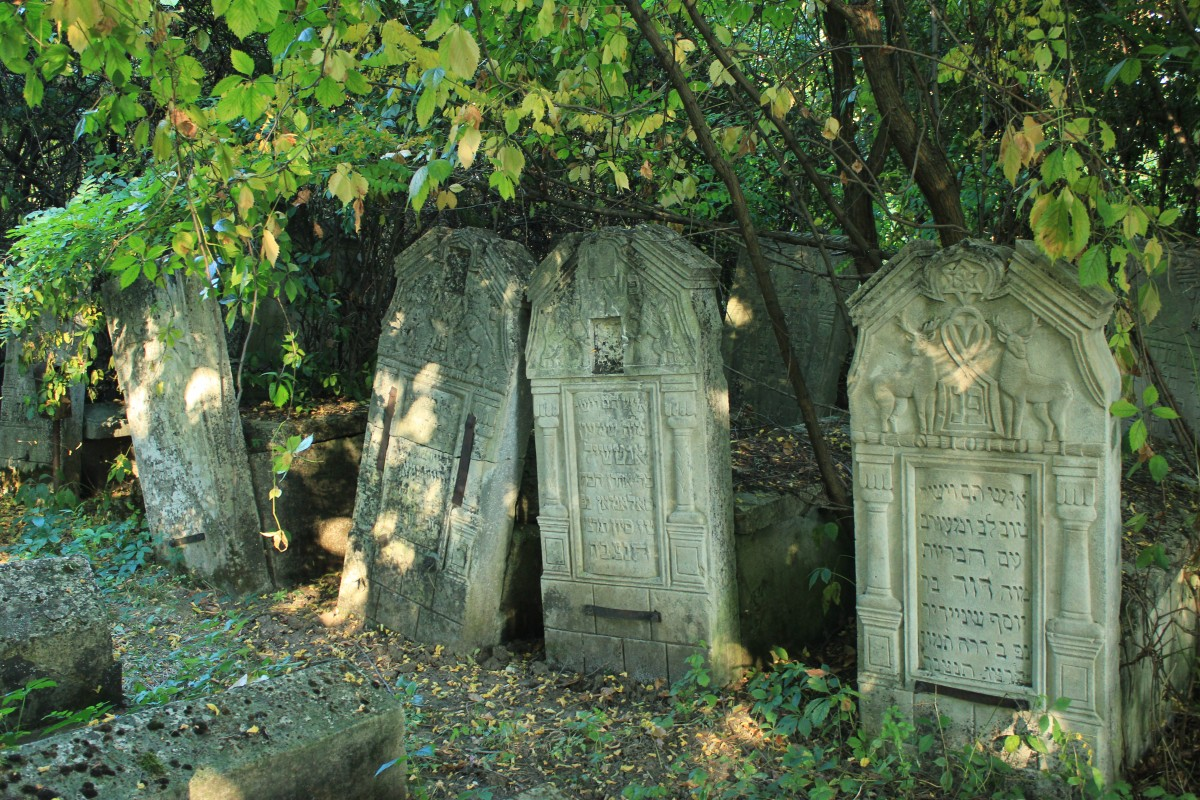
Cimetière juif de la ville qui contient 2500 tombes.

En 1850, la ville est l'une des plus grandes communautés juives de Bessarabie. Les membres venaient notamment de Pologne et d'Ukraine à la suite des pogroms cosaques qui se déroulent lors du soulèvement de Khmelnytsky. 1897, 7 184 Juifs vivent dans le shtetl, ils représentent 96,5% de la population totale. En 1930, 5354 vivent dans le shtetl, ils représentent 95,2% de la population totale. Juin 1940, la ville est occupée par les soviétiques, toutes les propriétés sont confisquées et 80 juifs (principalement des notables) sont déportés en Sibérie. Le 8 juillet 1941 les troupes allemands et roumaines traversent la ville et assassinent de nombreux juifs. Les juifs des villages voisins de Lipcani (Lipcani Târg) et Sokyriany (Secureni Târg) sont amenés à Briceni. Le 28 juillet 1941, tous les juifs sont envoyés à Mohyliv-Podilskyi et un grand nombre sont exécutés. Ils sont ensuite enfermés dans un ghetto à Secureni-Târg puis déportés en Transnistrie (région) fin 1941. Une exécution de masse est perpétrée dans la forêt proche de Soroca. Après 1945, environ 1 000 juifs retournent dans la ville. Un cimetière juif existe toujours, il contient 2 500 tombes.

## Démographie
| Groupe ethnique     | Recens. de 1930 | Recens. de 1930 | Recens. de 2004 |
| Groupe ethnique     | Briceni Târg    | Briceni Sat     | Recens. de 2004 |
| ------------------- | --------------- | --------------- | --------------- |
| Moldaves/Roumains   | 57              | 153             | 3 411           |
| Juifs               | 5 354           | 63              | 52              |
| Ukrainiens/Ruthènes | 144             | 2 773           | 4 271           |
| Russes              | 52              | 98              | 737             |
| Roms                | –               | –               | 185             |
| Bulgares            | 1               | –               | 26              |
| Gagaouzes           | –               | –               | 14              |
| Polonais            | 10              | 64              | 3               |
| Allemands           | 2               | 8               | 66              |
| Grecs               | 5               | –               | 66              |
| Hongrois            | –               | 1               | 66              |
| Autres              | –               | –               | 66              |
| Total               | 5 625           | 3 160           | 8 765           |

## Politique et administration

### Jumelages
| Ville | Ville   | Pays | Pays     | Période     |
| ----- | ------- | ---- | -------- | ----------- |
|       | Brocēni |      | Lettonie | depuis 2015 |
|       | Rădăuți |      | Roumanie | depuis 1998 |

## Personnalités liées à Briceni
- Anastasiya Markovich (née len 1979 à Briceni), peintre ukrainienne.